# Mone Inami
Mone Inami (稲見 萌寧?, Inami Mone; Toshima, 29 luglio 1999) è una golfista giapponese, attiva principalmente nell'LPGA of Japan Tour.
Professionista dal 2018, è vincitrice della medaglia d'argento nel torneo individuale dei Giochi olimpici di Tokyo 2020.

## Biografia
Nativa del quartiere di Toshima, la madre Naomi la chiama Mone in onore del noto pittore francese Monet. Inizia a practicare golf all'età di nove anni su consiglio del padre Ryō. Frequenta l'Università Nihon Wellness Sports di Ibaraki.

## Carriera

### Dilettantismo
Durante la propria carriera dilettantistica conquista diversi trofei a livello nazionale. 

### Professionismo
Esordisce a livello professionale nel 2018.
Nel giugno 2021, grazie alla 23ª posizione attribuitale dalla Graduatoria Rolex del golf femminile mondiale, ottiene la qualificazione al torneo individuale dei Giochi olimpici di Tokyo 2020, divenendo una delle sole due rappresentanti del Giappone all'evento, assieme a Nasa Hataoka. Il 7 agosto seguente, sul campo del Kasumigaseki Country Club di Kawagoe, si fregia della medaglia d'argento con un totale di 268 colpi (70-65-68-65; -16 sul par) battendo nello spareggio finale per il 2º posto la neozelandese Lydia Ko. È così la prima golfista giapponese nella storia a conquistare una medaglia olimpica per il proprio Paese.

## Olimpiadi estive (1)

### Singolo: 1 (1 medaglia d'argento)
| No. | Data          | Torneo             | Punteggio di vittoria | To par | Medaglia d'oro | Medaglia d'argento | Medaglia di bronzo |
| --- | ------------- | ------------------ | --------------------- | ------ | -------------- | ------------------ | ------------------ |
| 1   | 7 agosto 2021 | Olimpiade di Tokyo | 70-65-68-65=268       | −16    | Nelly Korda    | –                  | Lydia Ko           |